# 자틴드라 모한 셍굽타
자틴드라 모한 셍굽타(힌디어: यतीन्द्र मोहन सेनगुप्त, 벵골어: যতীন্দ্রমোহন সেনগুপ্ত, 영어: Jatindra Mohan Sengupta, 1885년 2월 22일 ~ 1933년 7월 23일)는 영국 통치에 반대하는 인도의 변호사이자 혁명가였다. 그는 영국 경찰에 의해 여러 번 체포되었다. 1933년, 그는 인도의 란치에 위치한 감옥에서 사망했다.
셍굽타는 영국으로 가서 케임브리지 대학교 다우닝 칼리지에서 법학을 공부했다. 그곳에 머무는 동안, 그는 나중에 넬리 생굽타로 알려진 에디스 엘렌 그레이를 만나 결혼했다. 그는 1908년에 케임브리지 마즐리스의 회장으로 선출되었다. 인도로 돌아온 후, 그는 법적인 관행을 시작했다. 그는 또한 인도 정치에 참여하여 인도 국민회의의 일원이 되었고 비협력 운동에 참여했다. 결국, 그는 그의 정치적 약속을 지지하기 위해 그의 법적 관행을 포기했다.

## 어린 시절

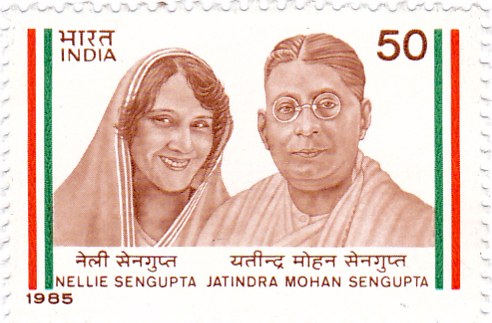
1985년 인도 우표에 실린 넬리와 자틴드라 모한 셍굽타

자틴드라 모한 셍굽타는 1885년 2월 22일 영국령 인도의 치타공(현재의 방글라데시 치타공)에서 태어났다. 그의 아버지인 자트라 모한 셍굽타는 벵골 의회의 지지자이자 의원이었다.
생굽타는 캘커타에 있는 프레지덴시 칼리지의 학생이 되었다. 대학 공부를 마친 후, 그는 법학 학사 학위를 취득하기 위해 1904년에 영국으로 갔다. 영국에 있는 동안, 그는 현재 넬리 생굽타로 더 잘 알려진 미래의 아내인 에디스 엘렌 그레이를 만났다.

## 경력
법학 학위를 받은 후, 셍굽타는 영국의 변호사로 불려갔으며, 그 후 아내와 함께 인도로 돌아와 변호사로 변호사 일을 시작했다. 1911년 파리드푸르에서 열린 벵골 지방 회의에서 치타공을 대표했다. 이것이 그의 정치 경력의 시작이었다. 후에 그는 인도 국민회의에 가입했다. 그는 또한 부르마 오일 회사의 직원들을 조직하여 노조를 결성하기도 했다.
1921년에 인도 국민회의의 벵골 수용 위원회의 의장이 되었다. 같은 해 부르마 오일 회사의 파업 중에 그는 또한 직원 노조의 비서로 일하고 있었다. 그는 정치적인 일, 특히 모한다스 카람찬드 간디가 이끄는 비협력 운동과 관련된 자신의 정치적인 일에 대한 헌신 때문에 자신의 법률 관행을 포기했다. 1923년 그는 벵골 의회의 의원으로 선출되었다.
1925년 치타란잔 다스가 사망하자 벵골 스와라지당의 당수로 선출되었다. 그는 또한 벵골 지방 의회 위원회의 의장이 되었다. 1929년 4월 10일부터 1930년 4월 29일까지 캘커타의 시장을 지냈다. 1930년 3월 랑군에서 열린 공개 회의에서 그는 정부에 반대하는 사람들을 자극하고 인도-버마 분리에 반대한 혐의로 체포되었다.
1931년에는 원탁회의에 참석하기 위해 영국으로 가서 인도 국민회의의 입장을 지지했다. 그는 치타공 반란을 진압하기 위해 영국인들이 저지른 경찰의 만행 사진을 제출했고, 이는 영국 정부를 뒤흔들었다.

## 사망
셍굽타는 그의 정치적 활동 때문에 반복적으로 체포되었다. 1932년 1월, 그는 푸나에서 체포되어 구금되었고 그 후에 다르질링에서 구금되었다. 후에, 그는 란치에 있는 감옥으로 이송되었다. 그곳에서 그의 건강은 악화되기 시작했고 그는 1933년 7월 23일에 사망했다.